# Циркус (театр)
«Ци́ркус» (нидерл. AFAS Circustheater) — театр в районе Схевенинген города Гааги, Нидерланды.

## История
Цирк «Циркус Шуманн» (нидерл. Circus Schumann) был построен по проекту архитектора Вана Вифлянда. Для первых посетителей здание открыло двери 16 июля 1904 года. В летние сезоны до 1960-х годов здесь проходили различные цирковые представления.
В последующие годы здание цирка использовалось в качестве концертной площадки. Здесь состоялся и сольный концерт известного пианиста Артура Рубинштейна в рамках его последнего турне в 1968 году. А в 1982 году в «Циркусе» состоялся финал «Национального фестиваля песен», из-за чего театр был переименован в «Курхаус». Ведущей фестиваля выступила Ленни Кюр.
В 1991 году здание цирка за символическую плату 1 гульден приобретает голландский бизнесмен и продюсер Йоп ван ден Энде. Муниципалитет Гааги пошёл на такую сделку с условием, что ван ден Энде сделает из здания цирка полноценный театр. Уже в конце года на сцене предстал мюзикл «Отверженные», переехавший сюда из «Королевского театра „Карре“». По окончании его проката, театр закрылся на реконструкцию, которой руководил архитектор Арно Мэйджс. Обновлённый «Циркус» открылся мюзиклом «Призрак Оперы» 15 августа 1993 года.
В 1998 году Йоп ван ден Энде создаёт театральную компанию «Stage Entertainment», которой сейчас и принадлежит театр «Циркус».
5 октября 2004 года в честь столетнего юбилея театра в парке миниатюр «Мадюродам» была установлена копия здания театра. В самом «Циркусе» прошли торжественные мероприятия.
С февраля по март 2010 года «Циркус» становился площадкой для театральных раундов третьего сезона голландской версии проекта «X Factor»

## Постановки в театре
| Дата открытия | Дата закрытия | Постановка                  | Жанр   | Примечания                  |
| ------------- | ------------- | --------------------------- | ------ | --------------------------- |
| 06.12.1991    | 24.05.1992    | «Отверженные»               | мюзикл | Переехала из театра «Карре» |
| 15.08.1993    | 03.08.1996    | «Призрак Оперы»             | мюзикл | Возрождённая                |
| 24.11.1996    | 04.07.1999    | «Мисс Сайгон»               | мюзикл |                             |
| 21.11.1999    | 22.07.2001    | «Элизабет»                  | мюзикл |                             |
| 21.10.2001    | 03.08.2003    | «Аида»                      | мюзикл |                             |
| 09.09.2003    | 09.01.2004    | «Звуки музыки»              | мюзикл | Переехала из театра «Карре» |
| 04.04.2004    | 27.08.2006    | «Король Лев»                | мюзикл |                             |
| 15.09.2006    | 13.01.2007    | «Красавица и Чудовище»      | мюзикл | Переехала из театра «Карре» |
| 15.04.2007    | 24.05.2009    | «Тарзан»                    | мюзикл |                             |
| 25.06.2009    | 29.11.2009    | «Циске по прозвищу „Крыса“» | мюзикл | Переехала из театра «Карре» |
| 11.04.2010    | 28.08.2011    | «Мэри Поппинс»              | мюзикл |                             |
| 06.11.2011    | 11.01.2013    | «Злая»                      | мюзикл |                             |
| 03.03.2013    | 10.08.2014    | «Действуй, сестра!»         | мюзикл |                             |
| 30.11.2014    | 07.11.2015    | «Билли Эллиот»              | мюзикл |                             |
| 13.12.2015    | в прокате     | «Красавица и Чудовище»      | мюзикл | Возрождённая                |
| 2017          | ---           | «Король Лев»                | мюзикл | Возрождённая                |

## Спонсорские названия
За время своего существования театр «Циркус» несколько раз менял своё предназначение и название. Однако в названии всегда присутствовало слово „Циркус“. В последние несколько лет к нему добавляется приставка из названия компании-спонсора. Например, с августа 2011 года спонсором театра выступает компания «AFAS Software», поэтому театр носит официальное имя как «AFAS Циркус» (нидерл. AFAS Circustheater). До середины 2010 года назывался «Fortis Circustheater», а до середины 2004 года — «VSB Circustheater».